# 新化上帝廟
23°02′07″N 120°18′41″E / 23.03522°N 120.31126°E
新化上帝廟位於臺灣臺南市新化區，又稱「新化北極殿」，主祀玄天上帝。該廟舊址為現在的新化國中，日本時代廟產被拿去建青年學校而被迫遷廟。

## 沿革
該廟創建於清嘉慶廿二年（1817年），參與過西來庵事件的蘇有志曾任該廟的管理人。日治時期因為昭和十一年（1936年）的皇民化運動影響，傳統宗教受到打壓，新化上帝廟遂遭到拆毀改建青年學校，玄天上帝神像則安置到新化朝天宮內。
二次大戰後，原屬上帝廟的廟產（一甲多的土地）仍然作為學校用地使用，地方人士便在學校對面建祠供奉玄天上帝。後楊木竹、徐悅仁、林大杉等人要求臺南縣政府歸還被「佔用」的土地以重建上帝廟，但縣府認為當時土地為日本政府「無償徵用」，拒絕此要求。後來經過當時臺南縣議長王鼎勳與議員王教本出面協調下，縣府乃改向廟方「購置」土地來解決紛爭，廟方則以這筆費用與已募得的經費於今址重建新廟。另外據說民國60年（1971年）重建廟宇時，廟方有意將廟名改為「北極殿」，但因故未成而仍稱「上帝廟」。而該廟也在民國99年（2010年）時進行重修。